# Russel E. Caflisch
Russel E. Caflisch é um matemático estadunidense.

## Biografia
Caflisch é diretor do Instituto Courant de Ciências Matemáticas da Universidade de Nova Iorque (NYU). Obteve um bacharelado na Universidade Estadual de Michigan em 1975.
Obteve um doutorado em matemática na NYU, com a tese "The Fluid Dynamic Limit and Shocks for a Model Boltzmann Equation."
Caflisch foi eleito membro da Academia Nacional de Ciências dos Estados Unidos em abril de 2019.

## Livros
- Mathematical Aspects of Vortex Dynamics (Society for Industrial and Applied Mathematic, 1989) ISBN 0898712351